# Bäckspigg
Bäckspigg (Culaea inconstans) är en taggfenig fisk i familjen spiggar som lever i Nordamerika och som har etablerat sig i Finland.

## Utseende
Bäckspiggen kan bli upp till 8,7 cm lång, men blir sällan längre än 5 cm. Färgen är gråaktig med fläckiga sidor. Vissa populationer kan vara mörkgråa till svarta med ljusare sidor; det är inte ovanligt att hanar i lekdräkt blir helt svarta. Ryggfenan har 5 taggar.

## Vanor
Bäckspiggen trivs i kalla, vegetationsrika bäckar, sjöar och dammar med mjuk botten. Arten lever av insektslarver, kräftdjur, blötdjur, fiskyngel och -rom samt växtföda (alger). Livslängden är högst 2 år.
Precis som alla spiggar bygger hanen under lektiden ett ihåligt bo i vilket han försöker att locka in honan.

## Utbredning
Arten finns ursprungligt i USA och Kanada, och har införts till Finland.
I Kanada finns den från östra British Columbia över Northwest Territories till Nova Scotia, i USA från Montana österut till området kring Stora sjöarna, söderut till Nebraska och södra Ohio. En isolerad population finns i nordöstra New Mexico.
Till Finland kom den oavsiktligt tillsammans med importerad svartabborre som sattes ut nära Lojo. Den etablerade sig där och finns nu i ett antal dammar i södra delen av landet.